# NGC 4768
NGC 4768 је појединачна звезда у сазвежђу Девица која се налази на NGC листи објеката дубоког неба.
Деклинација објекта је - 9° 31' 54" а ректасцензија 12h 53m 17,2s. Привидна величина (магнитуда) објекта NGC 4768 износи 13,1 а фотографска магнитуда 13,8.